# Nosítková doprava v Brně

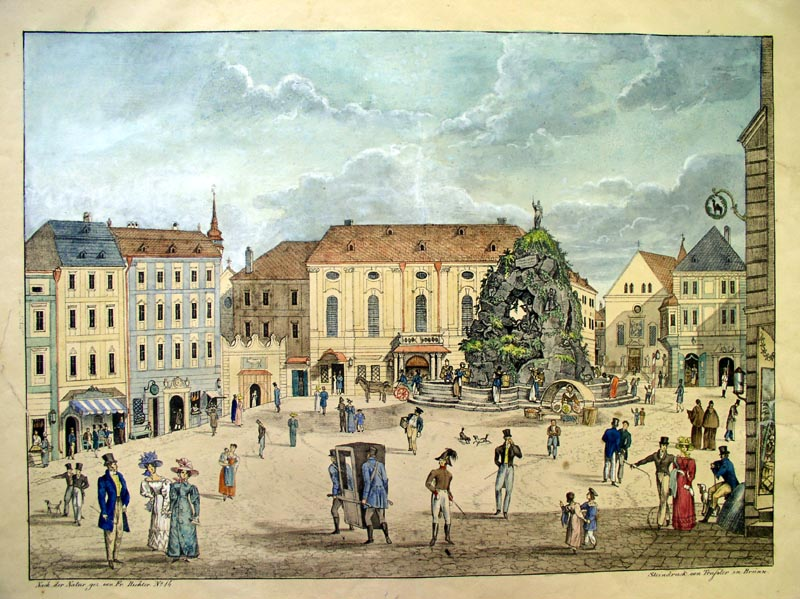
Brněnský Zelný trh v roce 1827 s nosiči nosítek

Veřejná nosítková doprava v Brně fungovala v letech 1708 až 1776. Provoz řídil po většinu doby Andreas Eberhardt Girod.

## Provoz
Nosítka byla rozmístěna na dvou stanovištích, čtyři na Zelném trhu a čtyři na náměstí Svobody, celkem tedy osmery nosítka pro celé město. „Jízdu“ si mohl koupit kdokoliv kromě Židů, nemocných lidí a sluhů vyjma pážata a trubače. Jakkoliv dlouhá trasa přímo v Brně stála 8 krejcarů, zlevněná byla tehdy, pokud směřovala do kostela na mši svatou. V tom případě byla za 3 krejcary. Po domluvě byla možná i trasa mimo město, například do kláštera na Starém Brně za 17 krejcarů nebo do jezuitské zahrady (dnes park Lužánky) za 15 krejcarů. Pro srovnání, týdenní výplata učně byla zhruba 7 krejcarů. Nosiči byli vždy 2 na jedna nosítka, nosili stejnokroj a měli zakázáno dostávat spropitné.

## Nosítková doprava po smrti Giroda
Dne 15. února 1755 povolila Marie Terezie provoz nosítkové dopravy v Brně i po Girodově smrti s podmínkou, že služby budou moci využívat i nemocní lidé, ovšem ve speciálních nosítkách pro ně. Řízení převzaly jeho dcery, které celý provoz po sporu s podnikateli nárokujícími si vlastnictví firmy v roce 1776 ukončily.